# 无色花青素
无色花青素（英語：Leucoanthocyanidin，亦称为无色花色素、白花色苷元或白花色素）是与花青素和花色苷相关的无色物质。无色花色苷存在于大果柯拉豆（Anadenanthera peregrina）、马来王猪笼草（Nepenthes rajah）、斑豹猪笼草（Nepenthes burbidgeae）、毛盖猪笼草（Nepenthes tentaculata）、阿里猪笼草（Nepenthes × alisaputrana）和姆鲁山猪笼草（Nepenthes muluensis）等植物中。
无色花青素已被证明是紫罗兰花青素合成的中间产物。

## 代谢
无色花青素双加氧酶可利用黄烷-3,4-二醇生成3-羟基花青素。